# Bank of Beijing
Bank of Beijing est une banque chinoise fondée en 1996.
1. ↑  « https://finance.sina.com.cn/zt_d/2019_zq500qbd/ »